# Jaganakote, Heggadadevankote
Jaganakote là một làng thuộc tehsil Heggadadevankote, huyện Mysore, bang Karnataka, Ấn Độ.